# Балка Кіслякова (притока Інгульця)
Балка Кіслякова — балка (річка) в Україні у Знам'янському районі Кіровоградської області. Права притока річки Інгульця (басейн Дніпра).

## Опис
Довжина балки приблизно 5,73 км, найкоротша відстань між витоком і гирлом — 4,59  км, коефіцієнт звивистості річки — 1,25 . Формується декількома струмками та загатами.

## Розташування
Бере початок на східній стороні від села Долина. Тече переважно на північний схід і у селі Диківка впадає у річку Інгулець, праву притоку річки Дніпра.

## Цікаві факти
- У XX столітті на балці існували скотний двір, газгольдер та газові свердловини[2], а у XIX столітті — декілька вітряних млинів[1].